# Cleidion veillonii
Cleidion veillonii là một loài thực vật có hoa trong họ Đại kích. Loài này được McPherson mô tả khoa học đầu tiên năm 1987.